# Cyril Houdayer
Cyril Houdayer (* 1980) ist  ein französischer Mathematiker.
Houdayer studierte ab 2001 an der École normale supérieure, wurde 2007 an der Universität Paris VII (Denis Diderot) bei Stefaan Vaes promoviert (Sur la classification de certaines algèbres de von Neumann) und war als Post-Doktorand bis 2009 Hedrick Assistant Professor an der University of California, Los Angeles. Ab 2009 forschte er an der École normale supérieure de Lyon, an der er sich 2013 habilitierte, und 2015 wurde er Professor an der Universität Paris-Süd in Orsay.
Houdayer befasst sich mit Von-Neumann-Algebren, Ergodentheorie, geometrischer Gruppentheorie und Darstellungstheorie von Gruppen.
2015 erhielt er den Prix Jacques Herbrand und 2014 einen ERC Starting Grant. 2022 war er eingeladener Sprecher auf dem Internationalen Mathematikerkongress (Noncommutative ergodic theory of higher rank lattices).